# Dekanat Centralny (archidiecezja Matki Bożej w Moskwie)
Dekanat Centralny (ros. Центральный деканат) – rzymskokatolicki dekanat archidiecezji Matki Bożej w Moskwie, w Rosji. W jego skład wchodzi 11 parafii.
Dziekanem dekanatu centralnego jest proboszcz parafii św. Olgi w Moskwie o. Dariusz Pielak SVD.

## Teren dekanatu centralnego
Parafie dekanatu znajdują się w:
- obwodzie archangielskim – 1 parafia
- obwodzie smoleńskim – 1 parafia
- obwodzie twerskim – 1 parafia
- obwodzie wołogodzkim – 1 parafia
- Moskwie – 7 parafii

## Parafie
W skład dekanatu Centralnego wchodzą następujące parafie:
- Archangielsk – parafia śś. Apostołów Piotra i Pawła
- Moskwa:
  - parafia św. Andrzeja Kima (parafia personalna)
  - parafia św. Ludwika
  - parafia Matki Bożej Dobrej Nadziei (parafia personalna)
  - parafia Niepokalanego Poczęcia Najświętszej Maryi Panny
  - parafia św. Olgi
  - parafia śś. Apostołów Piotra i Pawła
  - parafia Świętej Rodziny[2]
- Smoleńsk – parafia Niepokalanego Poczęcia Najświętszej Maryi Panny
- Twer – parafia Przemienienia Pańskiego
- Wołogda – parafia Wniebowzięcia NMP

Na terenie dekanatu znajdują się kościoły dojazdowe w: Kotłasie, Sewerodwińsku.